# Las Cabras
Las Cabras est une ville et une commune du Chili faisant partie de la province de Cachapoal, elle-même rattachée à la Région O'Higgins. En 2012, sa population s'élevait à 21 798 habitants. La superficie de la commune est de 29 km2 (densité de 300 hab./km2). La commune est créée en janvier 1928. La commune est ainsi nommée à cause de la sécheresse qui rendait les impropres à la culture et ne permettait que l'élevage des chèvres (cabras en espagnol). La commune comporte plusieurs villages : Las cabras, Llallauquén, El manzano, El Carmen, Santa Inés, Cocalán et Llavería-El Durazno.
Las Cabras se trouve dans la Vallée centrale du Chili à environ 150 kilomètres au sud de la capitale Santiago et à 50 kilomètres au sud-ouest de Rancagua, capitale de la province de Cachapoal. Le territoire de la commune borde les rives nord du Lac Rapel, un réservoir artificiel inauguré en 1969 destiné à alimenter une centrale hydroélectrique. Le Lac Rapel est également un haut lieu touristique qui attire les amateurs de sports nautiques. L'activité principale de la commune repose sur l'agriculture écologique la culture du raisin, des céréales et des pommes de terre.

Position de Las Cabras (en rouge) au sein de la Province de Cachapoal.